# 蘭英皇后
蘭英皇后（越南语：／；？—？），是越南李朝時期李仁宗李乾德的皇后。
蘭英皇后姓氏不詳，只知她和欽天皇后、震寶皇后同時在會祥大慶六年（1115年）為皇后。
李乾德死後，侄子李陽煥繼位，是為李神宗，只尊其親母杜氏為皇太后，估計當時蘭英皇后已去世。